# Algarrobo (Chile)
Algarrobo – miasto w Chile, w regionie Valparaíso, w prowincji San Antonio.